# Майкл Ороско
Майкл Ороско (англ. Michael Orozco, нар. 7 лютого 1986, Орандж) — американський футболіст, захисник клубу «Тіхуана».
Виступав, зокрема, за клуб «Сан-Луїс», а також національну збірну США.
У складі збірної — володар Золотого кубка КОНКАКАФ.

## Клубна кар'єра
У дорослому футболі дебютував 2006 року виступами за команду клубу «Сан-Луїс», в якій провів сім сезонів, взявши участь у 106 матчах чемпіонату.
Згодом з 2010 по 2015 рік грав за клуби «Філадельфія Юніон», «Пуебла», «Хагуарес Чьяпас» та «Пуебла».
До складу клубу «Тіхуана» приєднався 2015 року. Відтоді встиг відіграти за команду з Тіхуани 18 матчів в національному чемпіонаті.

## Виступи за збірні
2008 року залучався до складу молодіжної збірної США. На молодіжному рівні зіграв у 7 офіційних матчах.
2008 року дебютував в офіційних матчах у складі національної збірної США. Наразі провів у формі головної команди країни 27 матчів, забивши 4 голи.
У складі збірної був учасником розіграшу Золотого кубка КОНКАКАФ 2013 року у США, здобувши того року титул континентального чемпіона, розіграшу Кубка Америки 2016 року у США.

## Титули і досягнення
- Володар Золотого кубка КОНКАКАФ: 2013